# لوسیفر (فیلم ۲۰۱۹)
لوسیفر (به انگلیسی: Lucifer) یک فیلم اکشن، دلهره‌آور و سیاسی هندی محصول سال ۲۰۱۹ به کارگردانی پریتویراج سوکوماران، نویسندگی مورالی گوپی با بازی موهن لال و ویوک اوبروی است.

## داستان
رئیس عالی حزب حاکم هند توسط افرادی به قتل می‌رسد و موجی از خلأ و دگرگونی سراسر دولت فعلی را در برمیگیرد، لوسیفر حکومت کشور خود را برعهده دزدانی قرار می‌دهد که آن‌ها خود را به عنوان یک سیاستمدار معرفی کرده‌اند و …

## تولید
فیلمبرداری اصلی در ۱۶ ژوئیه ۲۰۱۸ در وندیپریر آغاز شد.

## بازسازی
فیلم پدرخوانده (فیلم ۲۰۲۲) نسخه باسازی شده این فیلم می‌باشد.